# Antonio Gabriele Severoli
Antonio Gabriele Severoli (né le 28 février 1757 à Faenza, dans l'actuelle province de Ravenne, en Émilie-Romagne, alors dans les États pontificaux et mort le 8 septembre 1824 à Rome) est un cardinal italien du XIXe siècle.

## Biographie
Antonio Gabriele Severoli est nommé évêque de Fano en 1787, puis archevêque titulaire de Petra-en-Palestine et nonce apostolique en Autriche (en) en 1801. Il est transféré évêque de Viterbe et Toscanella en 1808, avec titre personnel d'archevêque. À la demande de Metternich, il reste à la nonciature à Vienne jusqu'à sa promotion au cardinalat.
Le pape Pie VII le crée cardinal lors du consistoire du 8 mars 1816. Il participe au conclave de 1823, lors duquel le cardinal Giuseppe Albani présente le véto de l'empereur François Ier d'Autriche contre son élection. C'est Léon XII, qui est finalement élu pape.

## Succession apostolique
Antonio Gabriele Severoli a ordonné les évêques suivants :
- Évêque Fortunato Maria Ercolani (pl), C.P. (1815)
- Évêque Giuseppe Bonventura Berardi (pl), O.F.M.Conv. (1816)